# Tycho Tullberg

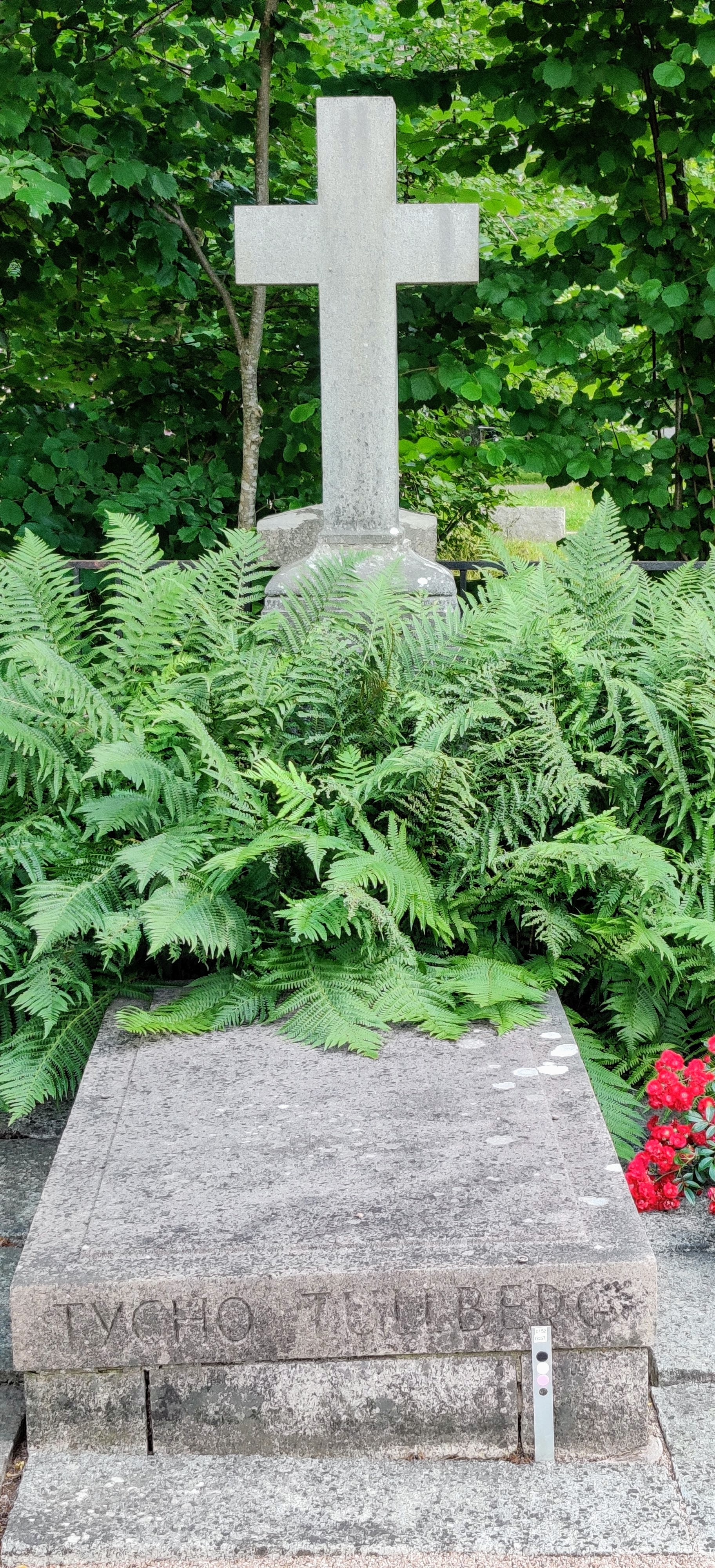
Gravvård för Tycho Tullberg på Uppsala gamla kyrkogård.

Tycho Fredrik Hugo Tullberg, född 9 oktober 1842 i Uppsala, död där 23 april 1920, var en svensk zoolog men även skulptör, tecknare och målare.

## Biografi
Tullberg blev student 1863 och bedrev akademiska studier i Uppsala från 1863; samtidigt tjänstgjorde han som ritlärare vid Folkskollärarseminariet 1863–1869 och 1873–1878, vid Högre elementarläroverket 1864–1865 samt vid Uppsala universitet 1865–1866. Han blev filosofie doktor 1869 och docent i zoologi 1871, tillförordnad prosektor 1876, prosektor vid den zoologisk-zootomiska institutionen 1879 och  1882–1907  professor i zoologi och från 1902 inspektor för Linnés Hammarby. Han var en av initiativtagarna till bildandet av den zoologisk-zootomiska institutionen i Uppsala och under dess uppbyggnad den främsta drivkraften som under hans ledning blev en kraftig hävstång för den moderna zoologin i Sverige.
Lika framstående som lärare och som forskare hade han stort inflytande på den zoologiska undervisningen och forskningen. Av hans arbeten, som omfattade vitt skilda områden, kan nämnas följande: Förteckning öfver svenska podurider (1871), Sveriges podurider beskrifna (1872), Collembola borealia (1876), genom vilka arbeten kännedomen om denna morfologiskt intressanta insektsgrupp högst väsentligt främjades, avhandlingen Neomenia, a new genus of invertebrate animals, described (1875), varmed han lade grunden till kännedomen om en helt ny mollusktyp, Über die Byssus des Mytilus edulis (1877, av Vetenskapsakademien belönat med Flormanska priset), Studien über den Bau und das Wachsthum des Hummerpanzers und der Molluskenschalen (1882), Bau und Entwicklung der Barten bei Balænoptera sibbaldii (1883), Ueber das System der Nagethiere, eine phylogenetische Studie (1899, belönad med Björkénska priset), Das Labyrinth der Fische, ein Organ zur Empfindung der Wasserbewegungen (1903). 
Som ättling till Carl von Linné gjorde han en uppmärksammad insats som Linnéforskare och publicerade bland annat Familjetraditioner om Linné 1878 och Linnéporträtt 1907. Han var en av stiftarna till Svenska Linnésällskapet och dess förste ordförande, vilket han förblev till sin död. Som exempel på hans stora förmåga av populärt författarskap kan nämnas "De menniskolika aporna" som publicerades i Vetenskap för alla 1878, "Djurriket" i Svenska biblioteket 1885 samt artiklar i Nordisk familjebok. Tullberg genomförde flera resor i vetenskapligt syfte i både in- och utlandet, därav till Bohuslän under 25 somrar. Han blev ledamot av Vetenskapsakademien 1884, av Vetenskapssocieteten i Uppsala 1885, av Fysiografiska sällskapet i Lund 1896, av Vetenskaps- och vitterhetssamhället i Göteborg 1903 (hedersledamot 1911) samt blev medicine hedersdoktor vid Uppsala universitet 1907. Åren 1882–1907 var han inspektor för Uplands nation, där han även blev hedersledamot. Vid hans avgång från professuren ägnades honom en festskrift, Zoologiska studier, innehållande 16 uppsatser.
Tullberg var konstnärligt begåvad och förutom ungdomsårens arbete som ritlärare utförde han ett stort antal djur- och landskapsskildringar samt mindre träskulpturer. Han började snida djurskulpturer i 11-årsåldern och 1860 tilldelades han första pris för ett lejon skuret i trä vid Rektoristföreningens utställning. Vid akademikernas utställning i Uppsala visade han snidade hästar, lejon, hjortar och renar. Bland hans skulpturer märks en byst av Linné utställd på den akademiska utställningen 1916, och Gnagarestaven där han under åren 1898–1902 skurit ut olika representanter för gnagarnas ordning bland däggdjuren. Tullberg är representerad vid Uppsala universitetsbibliotek med ett antal pennteckningar och sepialaveringar. 
Tycho Tullberg var son till Otto Fredrik Tullberg och Sofia Ridderbjelke och från 1878 gift med Fanny Hägglöf samt far till Ingegerd Beskow. Han var vidare brorson till Hampus Tullberg samt morbror till Anna Ödman och Tycho Ödman. Slutligen var han dotterdotters dotterson till Carl von Linné. Han ligger begraven på Uppsala gamla kyrkogård.